# Sokolikha
Sokolikha (en rus: Соколиха) és un poble de l'óblast de Nijni Nóvgorod, a Rússia, segons el cens del 2010 tenia 191 habitants, pertany al municipi de Bolxoie Andóssovo.